# Thompsonville (Michigan)
Thompsonville – wieś w Stanach Zjednoczonych, w stanie Michigan, w hrabstwie Benzie.